# Граверская волость
Гра́верская во́лость (латыш. Grāveru pagasts) — одна из территориальных единиц Краславского края Латвии в историко-культурной области Латгалия. Находится на северо-западе края. Граничит с Кастулинской, Шкелтовской, Андрупенской волостью, Извалтской, Аулейской и Комбульской волостями своего края, а также с Аглонской волостью Прейльского края. Волостной центр — село Гравери.

## История
В 1930-х годах была основана Аулейская волость с центром в селе Гравери. После окончания Второй мировой войны, в 1945 году в Аулейской волости Даугавпилсского уезда был образован Аулейский сельсовет, в который вошли сёла Апшениеки, Аулея, Остров, Шкипу, Ванагу и Ваверу, но в 1949 году волостное деление было отменено.
В 1954 году к Аулейскому сельсовету был присоединён ликвидированный Апшениекский сельсовет. В 1964 году Аулейский сельсовет был переименован в Граверский сельсовет. В 1968 году к Граверскому сельсовету была присоединена территория Ваверского сельсовета, при этом часть территории Граверского сельсовета была переподчинена Шкелтовскому сельсовету.
В 1990 году Граверский сельсовет был реорганизован в волость. В 2009 году, в результате латвийской административно-территориальной реформы, Граверская волость вошла в состав Аглонского края.
В ходе административно-территориальной реформы Латвии 2021 года Аглонский край был упразднён, Граверская волость вошла в состав укрупнённого Краславского края.

## География
Граверская волость расположена на Дагдских холмах Латгальской возвышенности. Рельеф преимущественно равнинный и холмистый. Наивысшая точка — 204,6 м над уровнем моря находится в южной части волости. В северо-восточной части волости расположена гора «Высокая» — 200,6 м над уровнем моря. В волости много озёр. Самое крупное из них — Язинкс, (площадь 260 га). Другие озёра: Савилю (55,3 га), Калвейтс (39,5 га), Саковас (20,4 га), Удринька (19 га), Кумбули (14 га). К волости примыкает озеро Царминс, расположенное в Аулейской волости. Крупнейшая река волости — Дубна, протекает через несколько озёр волости. На севере волости достаточно большая территория отведена под природный парк Царманю эзерс.

## Население
Гравери, как населённое место, быстро разрослось за годы советской власти, когда здесь находилась усадьба колхоза «Дубна», а позже правление колхоза «Гравери».
В 1989 году в Гравери проживало 285 жителей, в Белогрудове — 32 жителя, в Ковалёве — 24 жителя.
В 2000 году население волости составляло 732 человека, в том числе в Гравери проживало 244 человека.
По состоянию на 1 января 2022 года население волости составляло 383 человека.

## Экономика
В советский период на территории нынешней Граверской волости, после слияния мелких колхозов были образованы колхозы «Дубна», «Первое Майя», «Мичурин» (в 1968 году к его территории присоединили деревню Шкелтова). После объединения колхозов «Дубна» и «Первое Майя», в 1968 году бал создан совхоз «Гравери», который в 1990 году был преобразован в паевое хозяйство «Гравери», ликвидированное в 1992 году. Также действовали швейная и обувная мастерские, мельница и маслозавод. По состоянию на 2000 год основным занятием населения было сельское хозяйство.

### Транспорт
Граверскую волость пересекает региональная автодорога P62 Краслава — Прейли — Мадона и местные автодороги V610 Мариамполе — Яунокра — Гравери, V614 Кромани — Аулея — Рагели и V676 Василёво — Вишки — Гравери.

## Образование и культура
В 1930-е годы в волости действовали шестилетняя начальная школа и 2 четырёхлетние начальные школы. В 2000 году в волости имелась Граверская начальная школа, работали клуб, библиотека и Дом культуры. В Граверском Доме культуры работают: детская группа ритмического танца, детский и юношеский коллективы народного танца, женский вокальный ансамбль, драмкружок.
В селе Ковалёво находится моленная Ковалёвской старообрядческой общины Древлеправославной поморской церкви.